# Torre dei Catalani

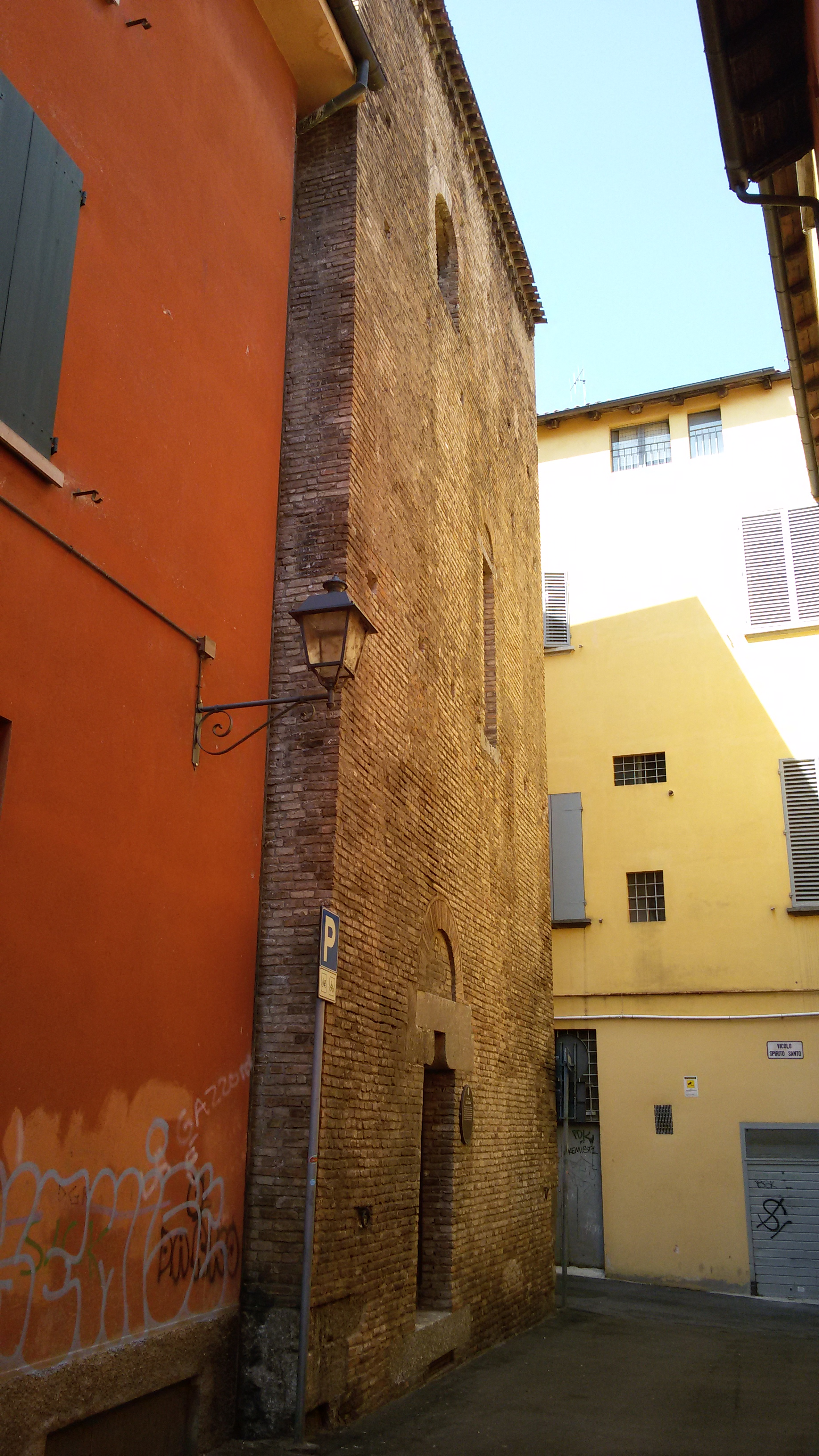
Torre dei Catalani

Die Torre dei Catalani ist einer der etwa 20 Geschlechtertürme, die es noch im historischen Zentrum von Bologna in der italienischen Region Emilia-Romagna gibt.

## Beschreibung
Es handelt sich tatsächlich um einen Wohnturm im romanischen Stil, der also als Wohnstatt genutzt wurde. Er liegt im Vicolo Spirito Santo und stammt aus dem 13. Jahrhundert.
Sein Grundriss ist rechteckig und bedeckt eine Fläche von 8,55 Metern × 7,1 Metern; die Dicke der Mauern beträgt 70–80 Zentimeter. Letztere Maße sagen uns, dass der Turm früher kaum höher als die heutigen 16 Meter gewesen sein kann.
An der Basis befinden sich einige Eisenringe, die zum Festbinden von Pferden und anderen Tieren dienten. Sie sind modern, aber befinden sich an der Stelle, wo sie auch in der Vergangenheit angebracht waren, wie man an den Spuren an den Wänden des Gebäudes sehen kann.
Es gibt zwei Türen, je eine pro Seite, beide mit Schwelle, Architrav und Konsolen aus Selenit, sowie mit Lünetten mit Blendarkaden darüber. Letztere waren ursprünglich sicher verziert, da man bis vor einigen Jahrzehnten an der Tür an der Westseite Reste eine Freskos bewundern konnte, das den Papst Coelestin I. zeigte (das Kloster der Coelestin-Mönche liegt heute noch in der Nähe). Der hohe Raum (etwa 6 Meter), in den man durch diese Türe gelangt, diente vermutlich als Lager.
Die eigentlichen Wohnräume des Wohnturms finden sich dagegen in den oberen Stockwerken, die unzweifelhaft mit hölzernen Außenbalkonen größeren Ausmaßes versehen waren, wie man an den großen Balkenöffnungen sieht, die näher beieinander liegen als die für den Bau des Gebäudes.
Oben an der Nordseite des Wohnturms sind Ziegel und Konsolen so angeordnet, dass sie ein Opus spicatum bilden, vermutlich, um die Ableitung des Regenwassers vom Dach zu vereinfachen.

## Geschichte
Die Catalanis (auch Castellanis genannt) waren eine guelfische Adelsfamilie und hatten zu Zeiten ihres höchsten Wohlstandes bis zu 75 Diener. Eine – vermutlich romanisierte – Version der Geschichte ist, dass Delfino Castellani den Wohnturm so hoch bauen ließ, dass sein Enkel, Alberto Carbonesi, seine Geliebte, Virginia, Angehörige der verfeindeten Familie Galluzzi, deren Turm in der Nähe aufragte, aus der Ferne sehen konnte.
Den Catalanis gehörten weitere zwei Türme, von denen einer fast so hoch wie der der Asinellis war, an der Piazza Maggiore lag und im 15. Jahrhundert abgerissen wurde, weil man fürchtete, dass er einstürzen könnte.
Unter den bemerkenswerten Mitgliedern der Familie ist Catalano, der zusammen mit Loderingo degli Andalò Gründer des Ordens der Frati Gaudenti war. 1266 wurden beide gerufen, um Florenz zu halten, mussten aber die Stadt nach nur wenigen Monaten unter dem Vorwurf mangelnder Unparteilichkeit verlassen und wurden aus diesem Grunde von Dante Alighieri in das Chaos der Heuchler des Infernos der göttlichen Komödie eingesetzt (Lied 13) eingesetzt.
Das Vermögen der Familie Catalani verschwand jedenfalls und der Wohnturm, der dann „Torre delle Cornacchie“ genannt wurde und laut den Chroniken mehr als einmal vom Blitz getroffen worden sein soll (wodurch 1280 auch zwei Menschen zu Tode kamen), geriet in die Hände der Coelestin-Brüder und in der Folge der Unterdrückung der kirchlichen Orden durch Napoleon in die Hände des Staates. Die Catalanis starben schließlich im 17. Jahrhundert aus.